# Escriptura cancelleresca
L'escriptura cancelleresca, també anomenada itàlica és una cal·ligrafia lleugerament inclinada. Es va desenvolupar a Itàlia durant l'humanisme renaixentista. És una de les escriptures més populars en la cal·ligrafia occidental contemporània i sovint és una de les primeres apreses pels cal·lígrafs novells.
Niccolò Niccoli, que no era escrivà professional, promogué una nova escriptura que emprava per copiar textos clàssics, posteriorment adoptada a la cancelleria Vaticana per a redactar textos administratius, després es popularitzà per tot Europa i finalment emprada en diferents manuals per ensenyar la lectura i l'escriptura. El 1500 Francesco Griffo imprimeix una imatge de Santa Catalina de Siena amb 23 signes d'aquesta escriptura sota l'auspici d'Aldo Manucio a Venecia. El 1522, Ludovico degli Arrighi, un antic canceller del papa, redacta La Operina primer tractat de l'escriptura cancelleresca. El 1540, Giovanni Battista Palatino fou l'autor de Libro nuovo d'imparare a scrivere, fins 1588 es feren 10 edicions successives, on parla de diferents classes de l'escriptura cancelleresca: la cancellresca corsiva, la cancellresca romana, la cancellresca formata i la cancellresca bastarda. El 1560, Giovano Francesco Cresci presentà la cancellresca moderna en el seu manual Cancellresca moderna o testegiatta.
|  |  |  |